# Kunlun

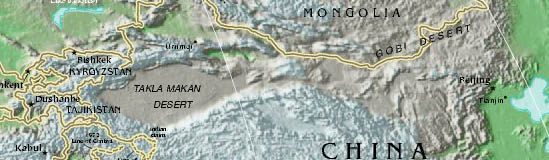
La región de la cordillera Kunlun.

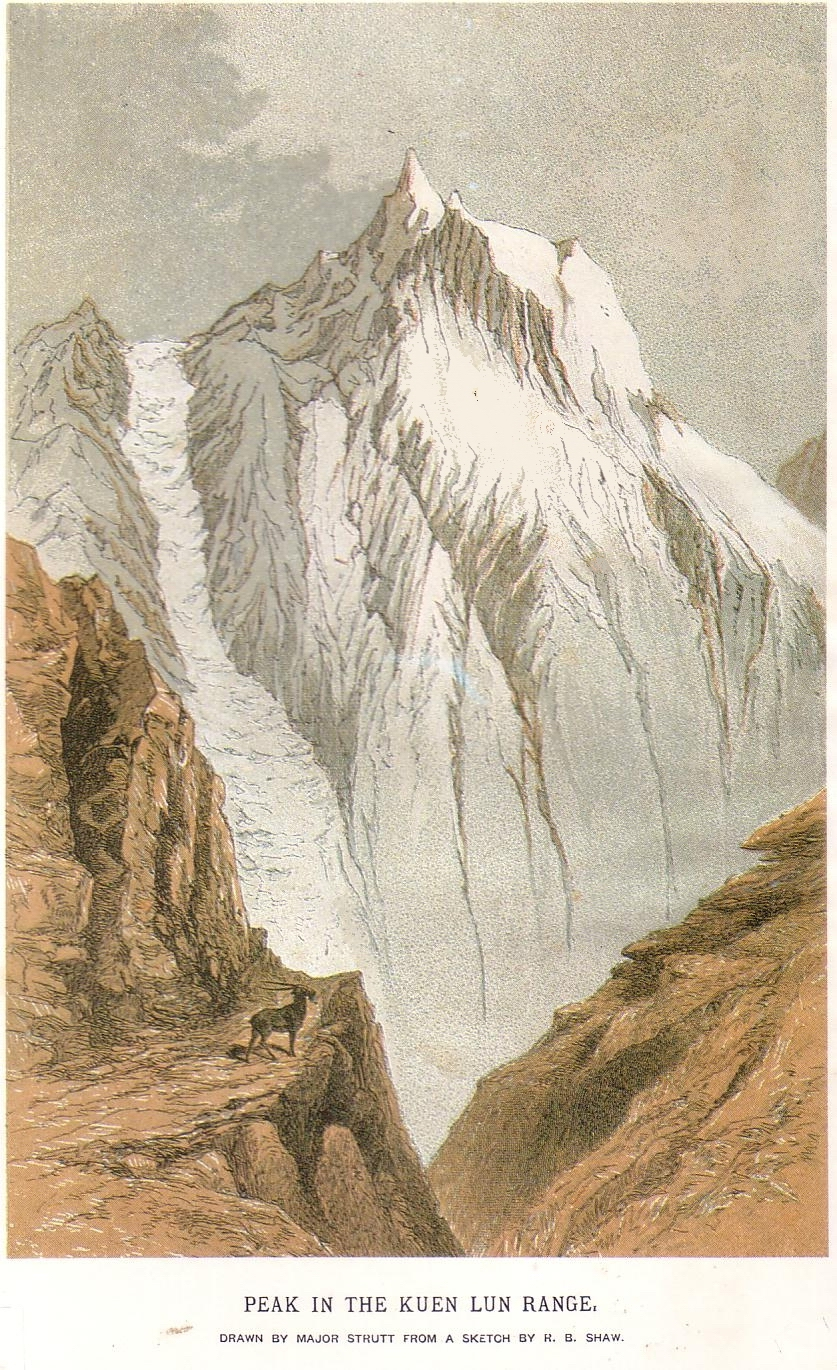
Pico en la cordillera Kunlun. Ilustración en el libro Visits to High Tartary, de Robert Shaw, de 1871.

Kunlun (en chino tradicional, 崑崙山; en chino simplificado, 昆仑山; pinyin, Kūnlún Shān [kʰu̯ə́nlu̯ə̌n ʂán] ) es una de las más largas cadenas montañosas de Asia, extendiéndose a lo largo de más de 3000 km.
La definición exacta de la cordillera Kunlun varía a lo largo del tiempo. Las fuentes antiguas utilizaban el vocablo Kunlun para referirse a la cadena montañosa que atraviesa el centro de China, es decir, las montañas Altyn Tagh junto con Qilian y las Oin. Las fuentes recientes indican que la cordillera Kunlun forma el lateral sur de la cuenca Tarim y luego continúa en dirección al sur este de Altyn Tagh. Sima Qian (Memorias históricas, rollo 123) indica que el Emperador Wu de Han envió hombres para encontrar la fuente del río amarillo y denominó Kunlun a las montañas en donde se encontraban las fuentes. El nombre parece haber sido originado como una localización semi-mítica en el texto clásico chino "Clásico de las montañas y los mares".
Corre a lo largo del borde occidental de China, hacia el Sur, al lado de la cordillera del Pamir, curvándose luego hacia el este para formar la frontera norte del Tíbet. Se extiende al sur de lo que se denomina actualmente la cuenca de Tarim, el famoso Takla Makan o desierto de las "casas enterradas en la arena" y el desierto de Gobi. La cordillera tiene cerca de 200 picos de altura superior a los 6000 m s. n. m. Los tres picos más altos son el Kongur Tagh (7719 m s. n. m.), el Dingbei (7625 m s. n. m.) y el famoso Muztagh Ata (7546 m s. n. m.). Estos picos se encuentran en la cordillera Arkatag dentro del complejo de cordilleras.
Hacia el sur, una rama de las montañas Kunlun da lugar a la zona de captación de las cuencas de los dos ríos más largos de China, el Yangtsé  y el río Amarillo.
La cordillera se formó en el lado norte de la placa India durante su colisión a finales del Triásico, con la placa Euroasiática, dando lugar al cierre del océano Paleo-Thetys.

## Toponimia
La cordillera Kunlun se menciona por primera vez en el "Libro de las Montañas y los Mares" o "Clásico de las Montañas y los Mares" (Shanhaijing), una colección de datos geográficos y leyendas compuesta en la época de los Reinos combatientes y durante la dinastía Han.
En chino, dentro de la tradición taoísta, kunlun significa “la cabeza”; su nombre turco, qurum, significa “nube de niebla”.

## Geografía

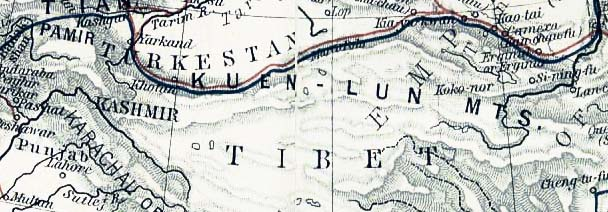
Cordillera Kunlun.

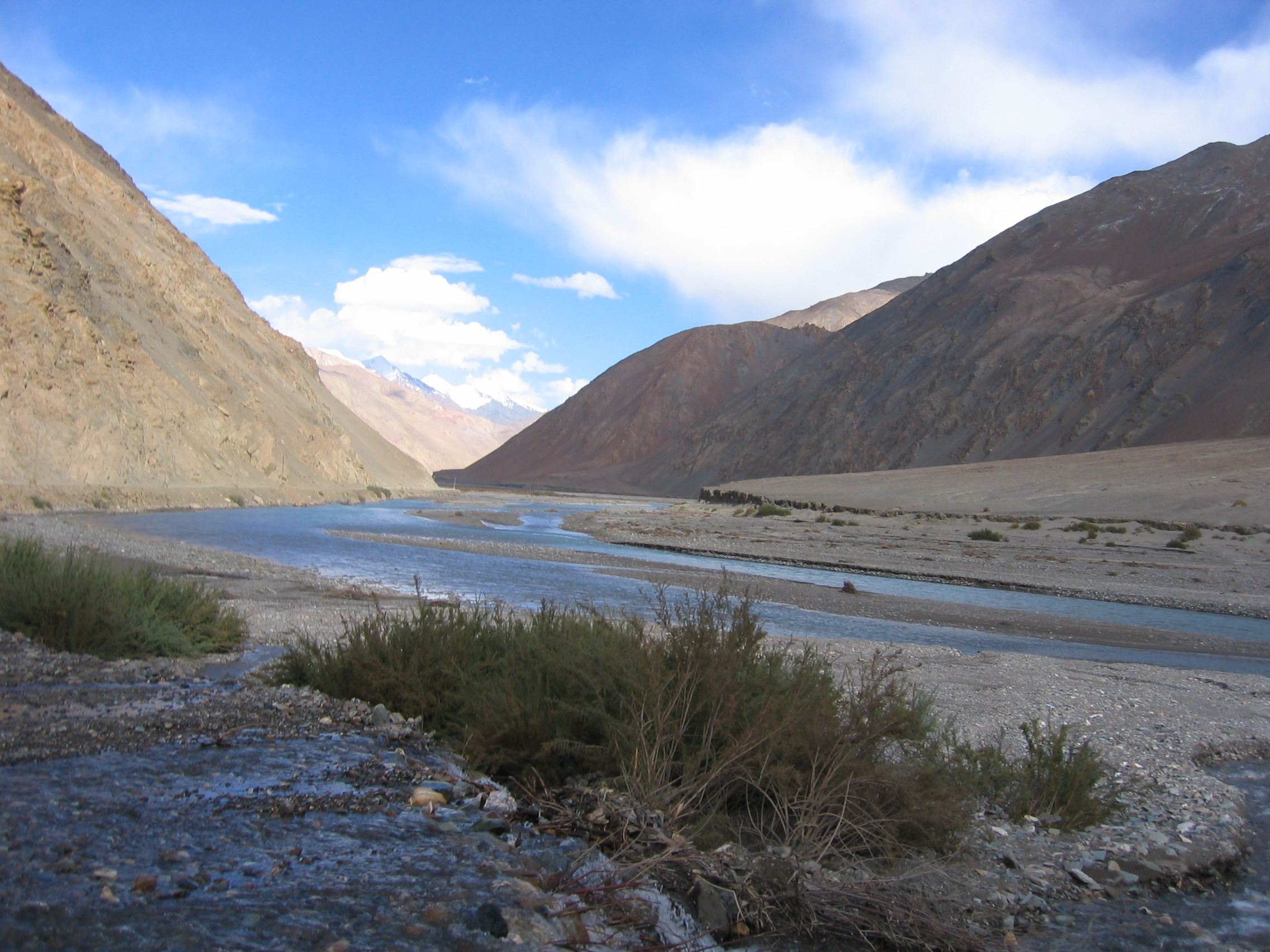
El río Karakash en el oeste de Kunlun Shan, visto desde la autopista Tíbet-Xinjiang.

Desde los Pamirs de Tayikistán, las montañas Kunlun se extienden hacia el este a través del sur de Xinjiang hasta la provincia de Qinghai. Se extienden a lo largo del borde sur de lo que se denomina en la actualidad la cuenca Tarimin, el infame desierto Takla Makan, y el desierto de Gobi. Una serie de ríos importantes fluyen desde la cordillera, incluyendo el río Karakash ('río jade negro) y el río Yurungkash ('río jade blanco'), que fluye a través del oasis Khotan en el desierto Taklamakan. Al sur del Kunlun se encuentra la escasamente poblada región de Changtang, que forma parte de la Meseta tibetana. 

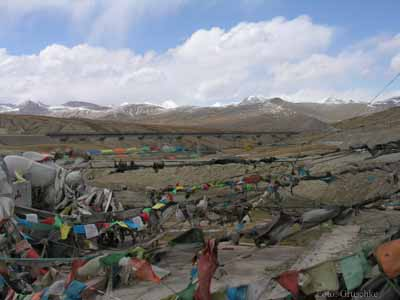
El paso Kunlun.

Altyn-Tagh o Altun Shan es una de las principales cordilleras del norte del Kunlun. Su extensión nororiental Qilian Shan es otra de las principales cordilleras septentrionales del Kunlun. En la extensión principal del sur se encuentra el Min Shan. Los montes Bayan Har, una rama meridional de los montes Kunlun, forman la cuenca entre las cuencas de los dos ríos más largos de China, el río Yangtze y el río Amarillo.
La montaña más alta del Kunlun Shan es el Diosa del Kunlun (7.167 m) en la zona del Keriya en el Kunlun Shan occidental. Algunas autoridades afirman que el Kunlun se extiende más al noroeste hasta Kongur Tagh (7.649 m) y el famoso Muztagh Ata (7,546 m). Sin embargo, estas montañas están físicamente mucho más ligadas al grupo de las Pamir (antiguo Monte Imeon). El Arka Tagh (Montaña del Arco) está en el centro del Kunlun Shan; sus puntos más altos son Ulugh Muztagh (6.973 m) y Bukadaban Feng (6,860 m). En el Kunlun Shan oriental los picos más altos son Yuzhu Peak (6.224 m) y Amne Machin [también Dradullungshong] (6.282 m); este último es el pico principal del este de la cordillera Kunlun Shan y, por lo tanto, se considera el borde oriental de la cordillera Kunlun Shan.
La cordillera se formó en los bordes septentrionales de la Placa de Cimmeria durante su colisión, en el Triásico tardío, con Siberia, que provocó el cierre del Océano Paleo-Tetis.
La cordillera tiene muy pocas carreteras y en sus 3.000 km de longitud sólo la atraviesan dos. En el oeste, la Autopista 219 atraviesa la cordillera en su ruta desde Yecheng, Xinjiang, hasta Lhatse, Tíbet. Más al este, la Autopista 109 cruza entre Lhasa y Golmud.

### Grupo volcánico de Kunlun
Más de 70 conos volcánicos forman el Grupo Volcánico Kunlun. No son montañas volcánicas, sino conos. Como tales, no se cuentan entre los picos de las montañas volcánicas del mundo. El grupo, sin embargo, reúne las alturas de 5808 metros (19 055 pies) sobre el nivel del mar (35°30′N 80°12′E / 35.5, 80.2). Si se consideraran montañas volcánicas, constituirían el volcán más alto de Asia y China y el segundo más alto del hemisferio oriental (después del Monte Kilimanjaro) y una de las Siete Cumbres Volcánicas por elevación. (El monte Damavand es el volcán más alto de Asia, no los conos de Kunlun). La última erupción conocida en el grupo volcánico fue el 27 de mayo de 1951.

## Geología
Las montañas Kulun son destacables por sus significativas características geológicas y su papel en la historia tectónica de la Tierra. Las Montañas Kunlun no solo son una majestuosa cadena montañosa, sino también un tesoro geológico que revela conocimientos sobre la evolución tectónica de la Tierra, los recursos minerales y la dinámica ambiental. Su compleja historia geológica y los procesos geológicos activos las convierten en un área significativa de estudio para geólogos e investigadores interesados en la formación de montañas y la gestión de recursos naturales.
Por su formación y estructura las Montañas Kunlun están principalmente compuestas por rocas cristalinas antiguas, como granito, gneis y esquisto, que indican su formación durante diversos períodos geológicos. Desde el punto de vista geológico, forman parte de una zona de colisión compleja donde la Placa India converge con la Placa Euroasiática. Esta colisión ha elevado y plegado las rocas de las Montañas Kunlun a lo largo de millones de años.
En cuanto a su contexto tectónico las Montañas Kunlun se encuentran en el borde norte del Tíbet, que a su vez se forma por la continua colisión entre la Placa India y la Placa Euroasiática. Esta colisión ha resultado en una intensa actividad tectónica, incluyendo el levantamiento de cordilleras como las Kunlun, así como la formación de mesetas y cuencas a gran altitud.
La historia geológica de las Montañas Kunlun se remonta a la Era Paleozoica (aproximadamente hace 540 a 250 millones de años), con la acumulación de rocas sedimentarias y la formación de antiguos océanos y masas terrestres. Durante la Era Mesozoica (hace 250 a 65 millones de años), la región experimentó actividad volcánica y la formación de arcos insulares, como lo demuestran la presencia de rocas volcánicas y ofiolitas (fragmentos de corteza oceánica).
Las Montañas Kunlun son conocidas por su riqueza mineral, incluyendo depósitos de oro, cobre, plomo, zinc y diversas piedras preciosas. Estos recursos han sido explotados históricamente, contribuyendo a las economías regionales.
Las altas altitudes de las Montañas Kunlun albergan extensos glaciares que desempeñan un papel crucial en los recursos hídricos regionales y la regulación del clima. La geología de las Montañas Kunlun influye en la biodiversidad local y los ecosistemas, proporcionando hábitats diversos para flora y fauna adaptadas a entornos montañosos.
La investigación geológica en las Montañas Kunlun contribuye a entender procesos tectónicos, la formación de montañas y los impactos del cambio climático en regiones de gran altitud. La exploración continua de recursos minerales y los estudios científicos de las características geológicas de la región siguen mejorando nuestra comprensión de los procesos dinámicos de la Tierra.

## Historia y mitología
Las montañas Kunlun son muy conocidas en la mitología china, y se considera que encierran el paraíso taoísta. El primero en visitar este paraíso fue, según la leyenda, el rey Mu (1001-947 a. C.) de la dinastía Zhou. Supuestamente descubrió el Palacio de Jade de Huangdi, el mítico Emperador Amarillo, y encontró a Xiwangmu, la Reina Madre del Oeste, que también tiene su mítico refugio en estas montañas.
La creencia en la montaña y la civilización china están estrechamente relacionadas. Y Kunlun es una región semimítica no muy lejos del nacimiento del río Amarillo. Tras entrar en la ideología china durante el Período de los Estados Combatientes (475-221 a. C.), las montañas Kunlun y la cultura china pasaron a estar estrechamente relacionadas.
En el Libro de las montañas y los mares, se menciona la montaña Kunlun:
昆仑之丘，是实惟帝下之都，神陆吾司之。
Que significa "La colina de Kunlun, que es la capital del emperador, y el dios de la tierra".
Gu Jiegang divide el sistema de la mitología china en el sistema de Kunlun y el sistema del Penglai basado en las regiones oriental y occidental. Considera que el mito de Kunlun "se origina en la meseta occidental, y sus historias mágicas y magníficas se extienden hacia el este, y luego siguen el vasto e ilimitado mar. La combinación de estas condiciones naturales ha formado el sistema mitológico Penglai en las zonas costeras de Yan, Wu, Qi y Yue".
En la mitología, la montaña Kunlun es el lugar de nacimiento y ancestral de la nación china, el centro del cielo y la tierra. Sube al cielo y es la escalera hacia el cielo. El sistema de "Mitología de Kunlun" toma la montaña Kunlun como lugar icónico, y se centra principalmente en los mitos e historias de personajes relacionados, como el Emperador Amarillo y la Reina Madre del Oeste (Xi Wang Mu). Historias como la de Kuafu persiguiendo al sol, la de la ira de Gonggong tocando la montaña Buzhou y la de Chang'e volando hacia la luna tienen su origen en la mitología de Kunlun.
Mao Dun señaló: "Los pueblos primitivos imaginaban que los dioses vivían en grupo, y también imaginaban que los dioses vivían en las montañas extremadamente altas: así que la montaña más alta del territorio se convirtió en la residencia de los dioses en la mitología. La idea mística de esto es lo que ocurrió. El mito chino es equivalente al del Kunlun.
El primero en visitar este paraíso fue, según las leyendas, el Rey Mu (976-922 a. C.) de la dinastía Zhou. Supuestamente descubrió allí el Palacio de Jade del Emperador Amarillo, el mítico iniciador de la cultura china, y conoció a Hsi Wang Mu (Xiwangmu), la "Madre Espíritu de Occidente", habitualmente llamada "Reina Madre de Occidente", que fue objeto de un antiguo culto religioso que alcanzó su máximo esplendor en la dinastía Han, y que también tuvo su mítica morada en estas montañas.

## Presencia humana
Las montañas Kunlun han estado habitadas por diversos pueblos a lo largo de la historia, dejando cada uno de ellos su propia huella en la región.Se trataba de grupos nómadas, pastores y comerciantes que prosperaron en este entorno aislado y accidentado, entre los cuales destacan los tibetanos, que tienen una presencia ancestral en la región, particularmente en sus partes orientales. El budismo tibetano, con sus monasterios y tradiciones, ha ejercido una profunda influencia en la cultura de la región. Los pueblos de habla tibetana, incluidos los tibetanos étnicos y otros grupos relacionados, han vivido en esta zona durante siglos, dedicándose a la agricultura de subsistencia, la cría de animales y el comercio a lo largo de antiguas rutas que conectan el Tíbet con China y Asia Central.
Además de los tibetanos, en las Montañas Kunlun se han asentado otros grupos étnicos, cada uno con culturas y modos de vida distintivos. Los uigures, un grupo étnico turcohablante musulmán, han habitado históricamente la Cuenca del Tarim y las áreas cercanas, al norte de la cordillera Kunlun. Aunque su presencia está más asociada con el desierto de Taklamakan y la Región Autónoma Uigur de Xinjiang, las Montañas Kunlun forman una barrera natural para sus territorios occidentales. Las comunidades uigures, expertas en agricultura, comercio y tejido, han desempeñado un papel central en la Ruta de la Seda, enlazando China con Asia Central y más allá.
Al sureste de la cadena Kunlun, los musulmanes hui también han vivido en regiones como Gansu y Qinghai, áreas donde han combinado tradiciones chinas han y musulmanas. El aislamiento de la región y el terreno difícil hicieron que muchos de estos grupos mantuvieran identidades distintas durante siglos, incluso mientras interactuaban con imperios más cosmopolitas.
En la actualidad, las Montañas Kunlun siguen estando escasamente pobladas debido a su clima severo y su terreno accidentado. Sin embargo, la región alberga varias pequeñas comunidades tibetanas, así como pastores que siguen criando yaks y ovejas en las altitudes más altas. Estas comunidades están siendo lentamente influidas por la modernización, pero muchas siguen preservando su forma de vida tradicional, viviendo en aldeas remotas.
Además de estos grupos indígenas, la región está atrayendo cada vez más la atención de personas en busca de aventura y espiritualidad. Viajeros, montañeros y peregrinos se sienten atraídos por las Montañas Kunlun tanto por su belleza natural como por su lugar en las antiguas mitologías, donde a menudo se las asocia con la morada de los dioses y los inmortales. Así, las Montañas Kunlun siguen siendo una región culturalmente rica y diversa, un testimonio tanto de la resiliencia de los pueblos que la habitan como del misterio que sigue rodeándola.

## Algunos aspectos culturales
- Las ciudades oasis de la Ruta de la Seda, que bordeaba el desierto de Taklamakan hacia el sur, se encuentran al pie del Kunlun Shan.
- Horizontes perdidos, novela del británico James Hilton publicada en 1933, se desarrolla en el monasterio de Shangri-La, situado entre la cordillera Kunlun y la meseta tibetana.

## En la cultura popular
Kunlun es citada con frecuencia dentro de los cómics del super héroe Iron Fist de la compañía Marvel, como el lugar geográfico en el que se halla un monasterio donde Danny Rand accede a los conocimientos marciales y místicos para lograr el grado de Iron Fist o el puño de hierro inmortal. Kunlun también es mencionada con frecuencia en la serie de Netflix sobre el mismo personaje,